# خوشگذران
خوشگذران فیلمی به کارگردانی نصرت‌اله وحدت و نویسندگی جمال امید محصول سال ۱۳۵۲ است.

## خلاصه داستان
فیروز مرد خوشگذرانی است که به همسرش پروین خیانت می‌کند. وقتی پروین درمی یابد که فیروز با لیلا ، دوست سابقش، رابطه دارد برای آنکه فیروز را عصبانی کند . در صدد تلافی برمی آید، و با فیروز شرط می کند در صورتی به خانه ی او بازخواهد گشت که اجازه داشته باشد به او خیانت کند. فیروز از سر ناچاری می پذیرد؛ اما با تحمل و مشقت موفق می شود همسرش پروین را به راه بیاورد و به او قول می دهد که از کارهای خلافش دست بردارد.

## بازیگران
- نصرت‌اله وحدت
- ژاله کریمی
- پوری بنایی
- یداله شیراندامی
- علی میری
- داریوش اسدزاده
- علی زاهدی
- سایه
- ساغر
- فتوحی
- سرور رجایی
- حمیدرضا خسروی